# Forårsarbejde i roemarken
Forårsarbejde i roemarken er en dansk oplysningsfilm fra 1960.

## Handling
En film, som belyser forskellige spørgsmål vedrørende såning, rensning, blokhakning og udtynding af roer.